# SOKO Leipzig/Staffel 13
Die dreizehnte Staffel der deutschen Krimiserie SOKO Leipzig feierte ihre Premiere am 16. November 2012 auf dem Sender ZDF. Das Finale wurde am 22. März 2013 gesendet.
Die Episoden der Staffel wurden auf dem freitäglichen 21:15-Uhr-Sendeplatz erstausgestrahlt.
Erneut wurden, wie auch schon in vorangegangenen Staffeln, mit Getrieben – Teil 1, Getrieben – Teil 2 und Das Monster drei Episoden in Spielfilmlänge (90 Minuten, anstatt der üblichen 45 Minuten Länge einer Episode) produziert. Dabei bilden Getrieben (1) und Getrieben (2) eine 180-minütige Doppelepisode.

## Darsteller
| Rollenname                                      | Schauspieler             |
| ----------------------------------------------- | ------------------------ |
| Kriminalhauptkommissar Hans-Joachim Trautzschke | Andreas Schmidt-Schaller |
| Kriminaloberkommissar Jan Maybach               | Marco Girnth             |
| Kriminaloberkommissarin Ina Zimmermann          | Melanie Marschke         |
| Kriminaloberkommissar Tom Kowalski              | Steffen Schroeder        |
| Assistentin Olivia Fareedi                      | Nilam M. Farooq          |
| Kriminalhauptkommissarin Dagmar Schnee          | Petra Kleinert           |
| Polizeikommissar Milo Janssen                   | Florian Thunemann        |
| Kriminaloberrat Dr. Manfred Woernle             | Michael Brandner         |
| Staatsanwalt Dr. Alexander Binz                 | Michael Rotschopf        |
| Rechtsmedizinerin Prof. Dr. Sabine Rossi        | Anna Stieblich           |
| Rechtsmedizinerin Dr. Stein                     | Judith Sehrbrock         |
| Laborant Lorenz Rettig                          | Daniel Steiner           |

## Episoden
| Nr. (ges.) | Nr. (St.) | Originaltitel                | Erstausstrahlung D | Regie              | Drehbuch                                        | Zuschauer | Prod. code |
| --- | --------- | ---------------------------- | ------------------ | ------------------ | ----------------------------------------------- | --------- | ---------- |
| 219 | 1         | Die Verurteilten             | 16. Nov. 2012      | Robert Pejo        | Manuel Meimberg, Christoph Schulz               | 4,4 Mio.  | 233        |
| Ein anonymer Anrufer zwingt Kriminaloberkommissar Jan Maybach, sich mit alten Fällen, in denen er ermittelt hat, auseinanderzusetzen. Der Erpresser hat in Leipzig und Umgebung mehrere Bomben verteilt und der Ermittler soll sich an den Orten, wo er einst für Ermittlungen zu Gange war, mit den Geschehnissen nach Fallabschluss beschäftigen. Während ihr Kollege durch die Stadt rennt und versucht, eine Bombe nach der anderen zu entschärfen und dabei Fragen beantworten muss, sind die anderen SOKO-Kommissare auf der Suche nach dem Erpresser, doch keiner ahnt, dass der finale Showdown im Polizeipräsidium stattfinden soll. |           |                              |                    |                    |                                                 |           |            |
| 220 | 2         | Filmriss                     | 23. Nov. 2012      | Robert Del Maestro | Manuel Meimberg, Christoph Schulz               | 4,83 Mio. | 229        |
| Als Kriminaloberkommissar Tom Kowalski nach einer durchzechten Partynacht neben einer Toten aufwacht, alarmiert er seine Kollegen. Er und die anderen Partygäste können sich an nichts mehr erinnern und so gerät der Ermittler unter Verdacht, doch die anderen Partygäste, welche häufiger diese Sexpartys mit Drogen veranstalten, scheinen etwas zu verschweigen. Derweil kämpft Kriminalhauptkommissar Trautzschke mit seinem neuen Computer. |           |                              |                    |                    |                                                 |           |            |
| 221 | 3         | Tod eines Lehrers            | 30. Nov. 2012      | Robert Del Maestro | Anna LeVine                                     | 4,33 Mio. | 230        |
| Der Lehrer der Leipziger Volkshochschule, Bodo Lampert, wird ermordet. Da es der SOKO nicht gelingt, sehr viel aus den Befragung der Schüler seines Integrationskurs für Migranten zu gewinnen, ermittelt Kriminaloberkommissar Maybach als Lehrer undercover in dem Kurs. Währenddessen geraten die vermutliche Scheinehefrau des Toten und Ari Sachs, der die Unterrichtsstunden Lamperts für einen Dokumentarfilm aufzeichnete, unter Verdacht, doch in Wahrheit scheint die Lösung des Falles in der Volkshochschule zu liegen. |           |                              |                    |                    |                                                 |           |            |
| 222 | 4         | Leipzig kloppt               | 7. Dez. 2012       | Robert Del Maestro | Manuel Meimberg, Christoph Schulz               | 4,52 Mio. | 231        |
| Der SOKO wird ein Handyvideo, auf dem Florian Wimmer, ein junger Mann, verprügelt wird, zugespielt. Die Spur der Internetcommunity, auf welcher immer wieder solche Prügelvideos hochgeladen werden, führt zum TNT-Club, doch den Ermittlern der SOKO gelingt es nicht, die entscheidenden Hinweise zu finden. Allerdings verdichten sich die Anzeichen, dass Andreas Wimmer, der Bruder des Opfers, in den Fall involviert ist. Die Kommissare sind ratlos, doch dann wird in der Internetcommunity zum Prügelflashmob aufgerufen und die SOKO muss sich beeilen, um eine Massenschlägerei und einen Mord zu verhindern. Gastdarsteller: Burkhard Jung in seiner Funktion als Oberbürgermeister von Leipzig |           |                              |                    |                    |                                                 |           |            |
| 223 | 5         | Angst                        | 14. Dez. 2012      | Robert Del Maestro | Manuel Meimberg, Christoph Schulz               | 4,6 Mio.  | 232        |
| Als der Immobilienmakler Marko Wild ermordet wird, muss die SOKO im Leipziger Wohnungsmarkt ermitteln. Doch die Ermittler scheinen dort nicht gern gesehen und so begeben sich Kriminaloberkommissar Jan Maybach und Leni Trautzschke undercover zum Probewohnen in das Viertel, in dem der Mord passierte. Dabei finden die beiden heraus, dass jeder ihrer Nachbarn ein Geheimnis zu haben scheint, doch ein konkretes Mordmotiv fehlt weiterhin. Letztendlich gerät Johannes Barlow, ein Immobilienhändler unter Verdacht und Kriminalrat Dr. Wörnle verhält sich immer merkwürdiger. |           |                              |                    |                    |                                                 |           |            |
| 224 | 6         | Getrieben – Teil 1 (90 min.) | 21. Dez. 2012      | Jörg Mielich       | Wiebke Jaspersen, Wolf-R. Kuhl                  | 4,72 Mio. | 237/238    |
| Die Vorbereitungen für die Hochzeit von Kriminaloberkommissar Jan Maybach und Leni Trautzschke, der Tochter von Kriminalhauptkommissar Hajo Trautzschke, laufen auf Hochtouren. Währenddessen wird in der Nähe des Völkerschlachtdenkmals die Leiche einer jungen Frau in einem Müllsack gefunden. Das Muster der Tat weist Parallelen zu einem ungeklärten Fall von vor 15 Jahren auf. Die SOKO hat schnell einen Verdächtigen gefunden, den sie jedoch auf Grund mangelnder Beweise freilassen muss. Daraufhin gibt es eine neue Leiche. Aus Sicht von Staatsanwalt Dr. Binz sind die Ermittlungen nicht erfolgversprechend genug und er zieht den Profiler Frank Seefeld hinzu. Da Jan Maybach ihn von früher kennt, lässt er ihn bei sich wohnen. Zwischen den beiden entwickelt sich ein Konkurrenzkampf um die Lösung des Falles. Dabei geraten die Hochzeitsvorbereitungen vollkommen durcheinander. Als der Täter erneut zuschlägt begeht er einen folgenschweren Fehler. Bei seinem Opfer handelt es sich um eine Verwechslung und durch das ungewöhnliche Verhalten gelingt es den Ermittler, das eigentliche Opfer zu identifizieren. Es ist Peggy Linde, die mit ihrer Kollegin kurzfristig den Dienst getauscht hatte und nun in großer Gefahr schwebt, da der Serienmörder sie weiterhin verfolgt. Letztendlich gelingt es Jan Maybach allerdings, sie in letzter Sekunde zu retten, doch der Täter kann die Flucht ergreifen. Gastdarsteller: Tobias Oertel als Frank Seefeld, Christoph Grunert als Gerd Steinhoff, Wolfgang Winkler als Uwe Hattenberg, Daniel Aichinger als Tilman Schmidt, Jonas Hartmann als Stefan Berger |           |                              |                    |                    |                                                 |           |            |
| 225 | 7         | Getrieben – Teil 2 (90 min.) | 28. Dez. 2012      | Jörg Mielich       | Wiebke Jaspersen, Wolf-R. Kuhl, Manuel Meimberg | 4,86 Mio. | 239/240    |
| Letztendlich ist es Jan Maybach gelungen, Peggy Linde in letzter Sekunde zu retten, doch der Täter konnte die Flucht ergreifen. Die Ermittlungen laufen auf Hochtouren und die SOKO kommt auf die Spur von Jochen Krollmann, einem mit seiner gehbehinderten Mutter zusammen lebender Tierpfleger. Das Team entwickelt den Plan, Krollmann mithilfe von Kriminaloberkommissarin Ina Zimmermann in eine Falle zu locken, doch dieser bekommt von dem Plan Wind und flüchtet. Während die Polizisten ihn verzweifelt suchen, ist er immer noch hinter Peggy Linde her. Es gelingt ihm, Frank Seefeld zu überwältigen und die von ihm Beschützte zu entführen. In der Zwischenzeit entschließen sich Jan Maybach und Leni Trautzschke vollkommen entnervt, wegen der Belastungen rund um den Fall, die Hochzeit abzusagen. Als die Gäste bereits abgereist sind und die beiden wieder zur Ruhe gekommen sind, ändern sie ihre Meinung. Gastdarsteller: Tobias Oertel als Frank Seefeld, Alexander Beyer als Jochen Krollmann, Bettina Burchard als Peggy Linde, Karin Oehme als Mutter Krollmann, Magdalena Steinlein als Sonia Melzer, Peggy Lukac als Christel Maybach |           |                              |                    |                    |                                                 |           |            |
| 226 | 8         | Das Monster (90 min.)        | 4. Jan. 2013       | Patrick Winczewski | Jeanet Pfitzer, Frank Koopmann, Roland Heep     | 5,12 Mio. | 235/236    |
| Kriminalhauptkommissar Trautzschke wird erneut mit einem spektakulären Fall aus seiner Vergangenheit beschäftigt, denn der Sexualstraftäter Peter Jaspersen, der einen siebenjährigen Jungen missbraucht und getötet hatte, muss freigelassen werden. Der Kommissar hatte den Eltern des Jungen versprochen, dass der Täter nie wieder freikommen wird, doch nun ist der SOKO-Chef zutiefst beunruhigt. Um Jaspersen zu überwachen, unterstützt Trautzschke das Team um Kriminalhauptkommissarin Dagmar Schnee von der Sitte. Die Presse stürzt sich derweil auf den Fall und Trautzschke, der nie an der Schuld von Jaspersen gezweifelt hatte, bekommt nun doch Zweifel. Gastdarsteller: Torsten Ranft als Peter Jaspersen, Günter Junghans als Michael Vostell, Karin Düwel als Maria Vostell, Ludwig Blochberger als Torsten Flimm, Kai-Peter Malina als Manuel Vostell, Ulrich Blöcher als Dr. Gregor Struck |           |                              |                    |                    |                                                 |           |            |
| 227 | 9         | Haus am See                  | 11. Jan. 2013      | Oren Schmuckler    | Manuel Meimberg, Georg Hartmann                 | 4,78 Mio. | 241        |
| An einem See wird die Leiche von Sonja Wagner gefunden, doch als sie die Mutter des Opfers befragen wollen, treffen sie auf eine sehr verschlossene Frau. Die Kommissare sind ratlos, denn auch einer der Brüder von Sonja Wagner ist verschwunden, doch als Laborant Lorenz Rettig auf einer alten Filmaufnahme eine Ungereimtheit erkennt, kommen die Ermittler einem traurigen Familiengeheimnis näher. |           |                              |                    |                    |                                                 |           |            |
| 228 | 10        | Wohlfühl GmbH                | 11. Jan. 2013      | Robert Pejo        | Axel Hildebrand                                 | 3,66 Mio. | 234        |
| Nachdem vor einem Leipziger Bordell eine Leiche gefunden wurde, taucht während der Ermittlungen am Tatort überraschend Kriminalhauptkommissarin Dagmar Schnee von der Sitte auf. Sie hat der Inhaberin des Bordell schon lange den Krieg erklärt und will nun Beweise für ihre illegalen Machenschaften finden. Kriminaloberkommissar Kowalski wird in die Verwaltung des Bordelles eingeschleust und deckt dort unlautere Machenschaften auf, doch der Mörder ist damit noch nicht gefunden. |           |                              |                    |                    |                                                 |           |            |
| 229 | 11        | Elternabend                  | 18. Jan. 2013      | Oren Schmuckler    | Jeanet Pfitzer, Frank Koopmann, Roland Heep     | 5,58 Mio. | 243        |
| Nach einem Elternabend in der Kita von Charlotte Maybach bricht die Leiterin der Elterninitiative Kerstin Grün tot zusammen. Sie wurde mit einem Quallengift ermordet und der Verdacht fällt auf ihren Ehemann, den Zooangestellten Bert Grün. Denn im Leipziger Zoo gibt es an seinem Arbeitsplatz die australische Qualle, mit dessen Gift seine Ehefrau getötet wurde. Doch der Schein trügt und die Ermittler, welche ab sofort Unterstützung durch Teamassistentin Olivia Fareedi erhalten, kommen hinter ein trauriges Geheimnis. |           |                              |                    |                    |                                                 |           |            |
| 230 | 12        | Preis der Freiheit           | 18. Jan. 2013      | Oren Schmuckler    | Jeanet Pfitzer, Frank Koopmann, Roland Heep     | 4,63 Mio. | 244        |
| Als Oberleutnant Ramona Wagenknecht ermordet wird, gerät ihr Ehemann, aufgrund einer Affäre seiner Ehefrau, unter Mordverdacht, doch das wahre Motiv scheint nicht privaten Umfeld der Toten zu liegen. Die SOKO-Ermittler glauben an ein Motiv, welches in ihrer Analytiker-Arbeit an einer Anti-Piraten-Operation der Bundeswehr zu finden ist, doch die Bundeswehr scheint die Ermittlungen behindern zu wollen. Doch als es zu einem zweiten Mord kommt, muss das SOKO-Team um die Kriminaloberkommissare Ina Zimmermann und Tom Kowalski mit ihrem Chef Kriminaloberkommissar Jan Maybach, die Vertretung von Hajo Trautzschke, den Täter schnell finden. |           |                              |                    |                    |                                                 |           |            |
| 231 | 13        | Gefrorenes Blut              | 25. Jan. 2013      | Oren Schmuckler    | Axel Hildebrand                                 | 4,92 Mio. | 245        |
| Ein Eisklumpen aus einer Flugzeugtoilette erschlägt einen Leipziger Kleingärtner. Alles sieht zunächst nach einem Unfall aus, doch im Eis werden Blutspuren, die von einer Frau stammen, gefunden und rufen das Team der SOKO auf den Plan. Als sich herausstellt, dass das Blut Simaa Asir zuzuordnen ist, befragt Kriminalhauptkommissar Trautzschke ihren Vater Baarbad, doch als der wenig später ermordet wird und ein Buchmanuskript von ihm gestohlen wird, scheint der Fall eine unerwartete Wendung zu nehmen. |           |                              |                    |                    |                                                 |           |            |
| 232 | 14        | Graf Porno                   | 1. Feb. 2013       | Patrick Winczewski | Eva Zahn, Voker A. Zahn                         | 4,94 Mio. | 246        |
| In Leipzig wird der abgeschlagene Kopf des Grafen Waltheim von Thurmstein, der mit zweifelhaften Adoptionen auf sich aufmerksam machte, gefunden. Die Ermittlungen führen zur Schwester des Toten, die die Adoptionspolitik ihres Bruders verachtete, doch auch der adoptierte Pornofilm-Produzent Maik Silber gerät ins Visier der Ermittlungen. Die SOKO muss in einer Welt zwischen Intrigen, Geld und Sex ermitteln. Derweil kommen sich Tom Kowalski und Olivia Fareedi näher, doch der Kriminaloberkommissar scheint in seiner Vergangenheit etwas nicht Überwundenes zu besitzen, weshalb er seine Kollegin zurückweist. |           |                              |                    |                    |                                                 |           |            |
| 233 | 15        | Teufel im Himmelreich        | 8. Feb. 2013       | Patrick Winczewski | Eva Zahn, Volker A. Zahn                        | 5,03 Mio. | 247        |
| Der Küster einer katholischen Kirchengemeinde wurde erschlagen. Da er in letzter Zeit viel Geld ausgab, durchleuchten die Ermittler das private Umfeld des Toten. Aber auch in der Kirchgemeinde scheint es einige Ungereimtheiten zu geben und dann kommt es zu einem zweiten Mord. Währenddessen erhält Kriminaloberkommissar Kowalski Besuch von Klara, seiner seit Jahren verschwundenen und tot geglaubten Freundin. |           |                              |                    |                    |                                                 |           |            |
| 234 | 16        | Einer zahlt immer            | 8. Feb. 2013       | Robert Pejo        | Eva Zahn, Volker A. Zahn                        | 4,31 Mio. | 248        |
| Bruno Dreesen, der Ladendetektiv des Billig-Discounters „Heißpreis“, wird auf dem Parkplatz des Ladens ermordet. Er ermittelte für die Geschäftsführung wegen der hohen Warenverluste, doch die Mitarbeiter sind nicht bereit, der SOKO zu helfen. Um etwas über die Vorgänge im Supermarkt zu erfahren, ermittelt Kriminaloberkommissar Tom Kowalski undercover als Mitarbeiter im Supermarkt und kommt den mysteriösen Machenschaften der Mitarbeiter auf die Spur. Doch nach Abschluss der Ermittlungen wird der Beamte dann vollkommen mit seiner Vergangenheit konfrontiert. |           |                              |                    |                    |                                                 |           |            |
| 235 | 17        | Das zweite Leben             | 15. Feb. 2013      | Robert Pejo        | Eva Zahn, Volker A. Zahn                        | 5,01 Mio. | 249        |
| Kriminaloberkommissar Kowalskis Freundin und Kollegin Klara, die mutmaßlich vor zwei Jahren bei einer verdeckten Ermittlung ums Leben gekommen war, taucht wieder bei ihm auf und bittet ihn um Hilfe bei der Überführung des Waffenhändlers Jonas Kehlmann, der sie verschleppt hatte. Die SOKO ermittelt zeitgleich im Mordfall einer jungen Frau, da kommt es zu Überschneidungen der Fälle von Kowalskis Freundin und der jungen Frau. Während die Kommissare, die ohne Jan Maybach, der aktuell beim BKA weilt, auskommen müssen, die Nachforschungen intensivieren wollen, fordert Staatsanwalt Dr. Binz sie auf, den Fall aufgrund von Involvierung des Bundeskriminalamtes ruhen zu lassen. Aber das Team ermittelt auf eigene Faust weiter, gerät zwischen die Fronten und Tom Kowalski muss erkennen, dass er sich in Klara getäuscht hat. |           |                              |                    |                    |                                                 |           |            |
| 236 | 18        | Wahre Liebe                  | 22. Feb. 2013      | Oren Schmuckler    | Florian Iwersen                                 | 5,32 Mio. | 242        |
| Eine Zeugin kontaktiert die Polizei und meldet die Entführung eines Jungen, doch es finden sich keine Anhaltspunkte, welche die Aussage belegen. Das Team der SOKO will Ermittlungen einleiten, aber Staatsanwalt Dr. Binz möchte bis zu einer Vermisstenmeldung warten. Als wenig später Anja Hempel ihren elfjährigen Sohn Anton vermisst meldet, werden die Ermittlungen aufgenommen und die Kommissare kommen hinter ein unfassbares Geheimnis, mit dem keiner von ihnen gerechnet hätte. |           |                              |                    |                    |                                                 |           |            |
| 237 | 19        | Das letzte Lied              | 1. März 2013       | Buddy Giovinazzo   | Manuel Meimberg                                 | 5,08 Mio. | 251        |
| Lea Neumann wird im Tonstudio ermordet, nachdem sie ein Lied eingesungen hatte. Kriminalhauptkommissarin Dagmar Schnee kennt die Tote von einem alten Fall und unterstützt die Ermittlungen der SOKO. Es stellt sich heraus, dass es sich bei der Toten um die Person handelt, die Popsternchen Missy Fee, die Stimme unfreiwillig geliehen hat und nun selbst berühmt werden wollte. Sofort gerät Missy Fee unter Verdacht, doch die Beweise sind sehr dünn. |           |                              |                    |                    |                                                 |           |            |
| 238 | 20        | Wir sind nicht allein        | 8. März 2013       | Buddy Giovinazzo   | Manuel Meimberg                                 | 4,85 Mio. | 252        |
| Als Sophie Homberg tot aufgefunden wird, stellt sich heraus, dass sie vor kurzem entbunden haben muss. Zeugen wollen Außerirdische bei der Leiche gesehen haben, doch die SOKO-Ermittler glauben an eine erfundenen Geschichte, doch in der Nähe wird in einem Hotel eine Veranstaltung für selbsternannte UFO-Jünger abgehalten. Kriminaloberkommissarin Ina Zimmermann ermittelt undercover als Reporterin in der Szene, wobei sie die Unterstützung von Staatsanwalt Dr. Binz erhält. Als alle Teilnehmer der Veranstaltung auf ein großes Ereignis überirdischer Art warten, erscheint tatsächlich ein UFO-ähnliches Flugobjekt und die Undercover-Ermittler gehen dieser Erscheinung nach, wobei sie einem geschickten Plan auf die Fährte kommen. |           |                              |                    |                    |                                                 |           |            |
| 239 | 21        | Der Sumpf                    | 15. März 2013      | Buddy Giovinazzo   | Manuel Meimberg                                 | 5,28 Mio. | 253        |
| Kriminalhauptkommissarin Dagmar Schnee, Gleichstellungsbeauftragte der Polizei in Leipzig, erhält Hinweise auf eine gemobbte Kollegin und Kriminaloberkommissarin Ina Zimmermann findet eine blutige Puppe: Die SOKO ermittelt, doch zunächst in die falsche Richtung. Wenig später stürzt Streifenpolizistin Polizeiobermeister Martina Stösser aus dem Fenster der Polizeidienststelle und stirbt. Die Ermittler fragen sich, ob es Mord oder vielleicht doch Selbstmord war und kommen einer unfassbaren Wahrheit näher, die auch die Beziehung von Ina Zimmermann und dem Polizeikommissar Milo Janssen in Frage stellt. |           |                              |                    |                    |                                                 |           |            |
| 240 | 22        | Eiszeit                      | 22. März 2013      | Buddy Giovinazzo   | Anna LeVine                                     | 4,99 Mio. | 250        |
| Lukas Fischer stirbt an einer Überdosis Crystal Meth im Krankenhaus in Leipzig. Sein bester Freund Lukas verdächtigt am nächsten Tag bei der SOKO Jenny Kramer, die Freundin des Toten, doch der ganze Fall wirkt zunächst eher wie ein Unfall. Als Jenny Kramer verschwindet, geht das Team der SOKO der Geschichte etwas genauer nach. Dabei kommt ein komplexes Geflecht der Drogenszene ans Licht. |           |                              |                    |                    |                                                 |           |            |